# Педурень (Кошула, Ботошань)
Педурень, Педурені (рум. Pădureni) — село у повіті Ботошані в Румунії. Входить до складу комуни Кошула.
Село розташоване на відстані 357 км на північ від Бухареста, 16 км на південний схід від Ботошань, 80 км на північний захід від Ясс.

## Населення
За даними перепису населення 2002 року у селі проживали 638 осіб, з них 636 осіб (99,7%) румунів. Рідною мовою 636 осіб (99,7%) назвали румунську.